# أفيبري

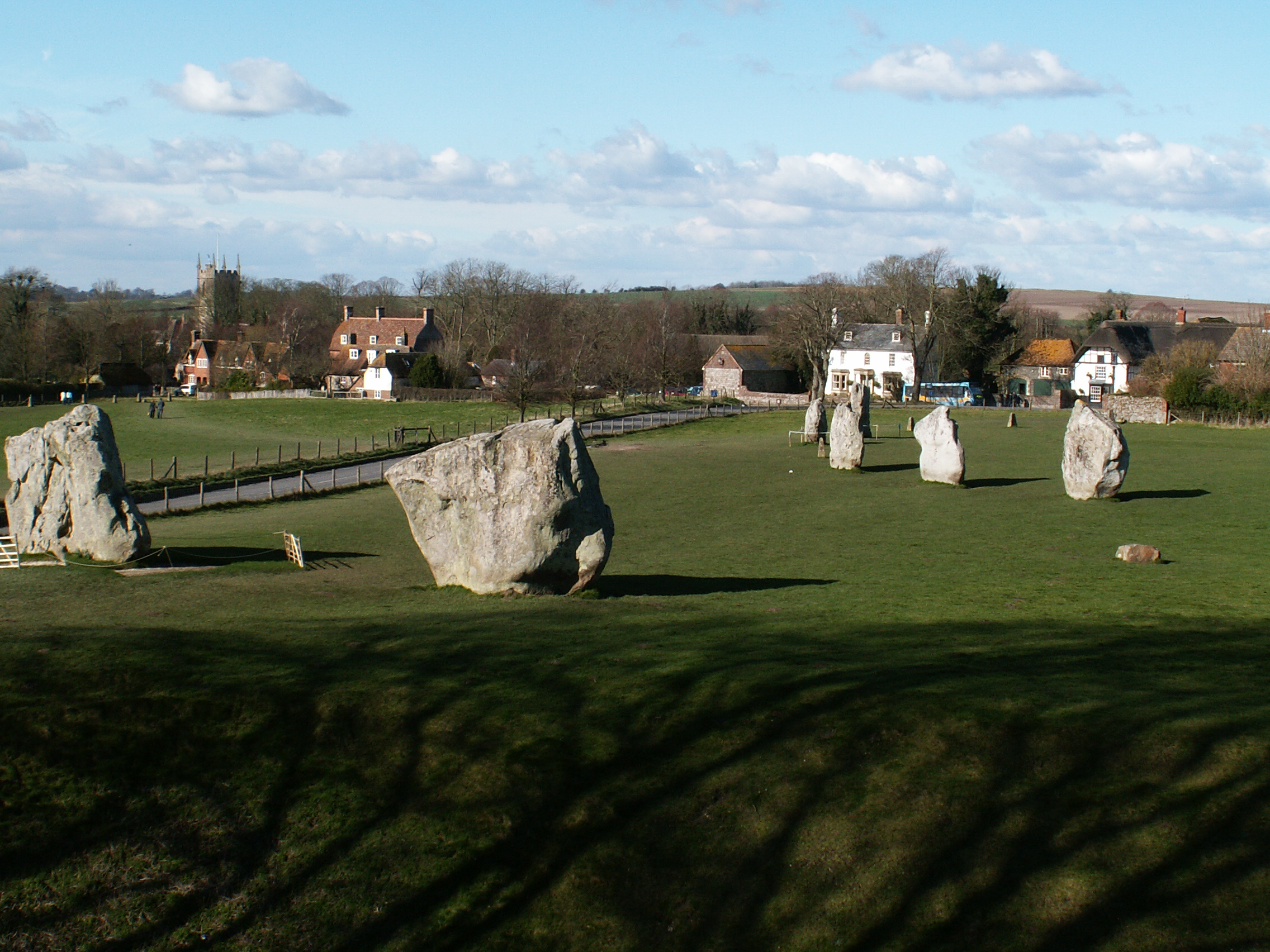
الأحجار والصخور في أفيبري

أفيبري هو أحد الأبنية الاحتفالية ويقع علي بعد 5 ميل من تل سليوري بمقاطعة مارلبورو بإنجلترا. وهذا البناء الذي يرجع للعصر البرونزي يرمز لأحد المعابد المكشوفة الكبري لأوروبا حيث به دائرة من الحجارة وتعتبر أكبر دائرة حجرية عرفت حتي الآن ويقع بداخلها قرية أفيبري. وتتكون من 100 حجر قائم. بينها أربع مداخل باتجاه الجهات الأربعة الأصلية الشرق والغرب والشمال والجنوب. وحولها خندق كبير بعرض 12,5متر وعمقه 9متر. وداخل نطاق الدائرة الكبري دائرتان أصغر من الأحجار القائمة بداخل الدائرة الشمالية في مركزها 3أحجار قائمة والدائرة الثانية بها حجر قائم واحد. وهذه الدوائر أكبر مساحة من دوائر ستونهنج(مادة). وهذا النصب التذكاري له طريق طويل بعرض 15متر. وطريقان طويلان يؤديان إليه. وقد صف علي جوانبهم حجارة قائمة بارتفاع 1,5 –7,5متر. وهذه الحجارة القائمة مثبتة بعروق من الخشب.